# Толшменский район
Толшменский район — район, существовавший в 1929—1931 годах в составе Северного края СССР. Центр — село Устье Толшемское.

## История
После упразднения Вологодского уезда, 15 июля 1929 года Президиумом ВЦИК было введено районирование Северного края. Толшменский район был образован в состав Вологодского округа. В его состав вошли бывшие Биряковская, Тиксненская, Кожуховская, Трофимовская и Толшемская волости.
Район делился на 13 сельсоветов, объединявших 392 населённых пункта.
Постановлением ВЦИК от 30 июля 1931 года Толшменский район был упразднён, а его территория разделена между Тотемским и Шуйским районами.